# My (film)
My (v anglickém originále Us) je americký psychologický [[f	ilmový horor]] z roku 2019, který napsal a režíroval Jordan Peele. Ve filmu hrají Lupita Nyong'o, Winston Duke, Shahadi Wright Joseph, Evan Alex, Elisabeth Moss a Tim Heidecker.

## Synopse
Příběh sleduje Adelaide Wilsonovou (Lupita Nyong'o) a její rodinu, která je napadena skupinou vlastních dvojníků.

## Obsazení
| Lupita Nyong'o        | Adelaide Wilson |
| Winston Duke          | Gabriel Wilson  |
| Shahadi Wright Joseph | Zora Wilson     |
| Evan Alex             | Jason Wilson    |

## Produkce a natáčení
Film byl oznámen v únoru 2018 a v následujících měsících byla oznámena většina herců. Jordan Peele film produkoval spolu s Jasonem Blumem a Seanem McKittrickem, kteří předtím spolupracovali na filmech Uteč a BlacKkKlansman, a také s Ianem Cooperem. Natáčení probíhalo od července do října 2018 v Kalifornii, převážně v Los Angeles, Pasadeně a Santa Cruz.

## Vydání
Film My měl premiéru 8. března 2019 na festivalu South by Southwest a 22. března 2019 ho společnost Universal Pictures uvedla do amerických kin.
Snímek byl kriticky i komerčně úspěšný, celosvětově vydělal 256 milionů dolarů při rozpočtu 20 milionů dolarů a získal široké uznání kritiky za scénář, režii, originalitu filmu, výkon Nyong'o a hudbu Michaela Abelse.